# Slowenische Badmintonmeisterschaft 2009
Die Slowenische Badmintonmeisterschaft 2009 fand vom 31. Januar bis zum 1. Februar 2009 in Mirna statt.

## Austragungsort
- Mirna, Športna dvorana OŠ Mirna

## Sieger und Platzierte
| Disziplin    | Gold                       | Silber                   | Bronze                     |
| ------------ | -------------------------- | ------------------------ | -------------------------- |
| Herreneinzel | Iztok Utroša               | Luka Petrič              | Miha Šepec jr.             |
| Herreneinzel | Iztok Utroša               | Luka Petrič              | Matevž Bajuk               |
| Dameneinzel  | Maja Tvrdy                 | Špela Silvester          | Nika Končut                |
| Dameneinzel  | Maja Tvrdy                 | Špela Silvester          | Tina Kodrič                |
| Herrendoppel | Matevž Bajuk Aleš Murn     | Miha Horvat Iztok Utroša | Aleš Forjan Luka Petrič    |
| Herrendoppel | Matevž Bajuk Aleš Murn     | Miha Horvat Iztok Utroša | Nejc Boljka Miha Šepec jr. |
| Damendoppel  | Špela Silvester Maja Tvrdy | Tina Kodrič Živa Repše   | Nika Končut Sabina Magyar  |
| Damendoppel  | Špela Silvester Maja Tvrdy | Tina Kodrič Živa Repše   | Tina Juršič Urška Polc     |
| Mixed        | Aleš Murn Špela Silvester  | Iztok Utroša Maja Tvrdy  | Marko Kroflič Nina Kotar   |
| Mixed        | Aleš Murn Špela Silvester  | Iztok Utroša Maja Tvrdy  | Alen Roj Urška Polc        |